# Basilica di Santa Maria Assunta (Camogli)
La basilica di Santa Maria Assunta è un luogo di culto cattolico situato nel comune di Camogli, in via dell'Isola, nella città metropolitana di Genova. La chiesa è sede della parrocchia omonima del vicariato di Recco-Uscio-Camogli dell'arcidiocesi di Genova.

## Storia

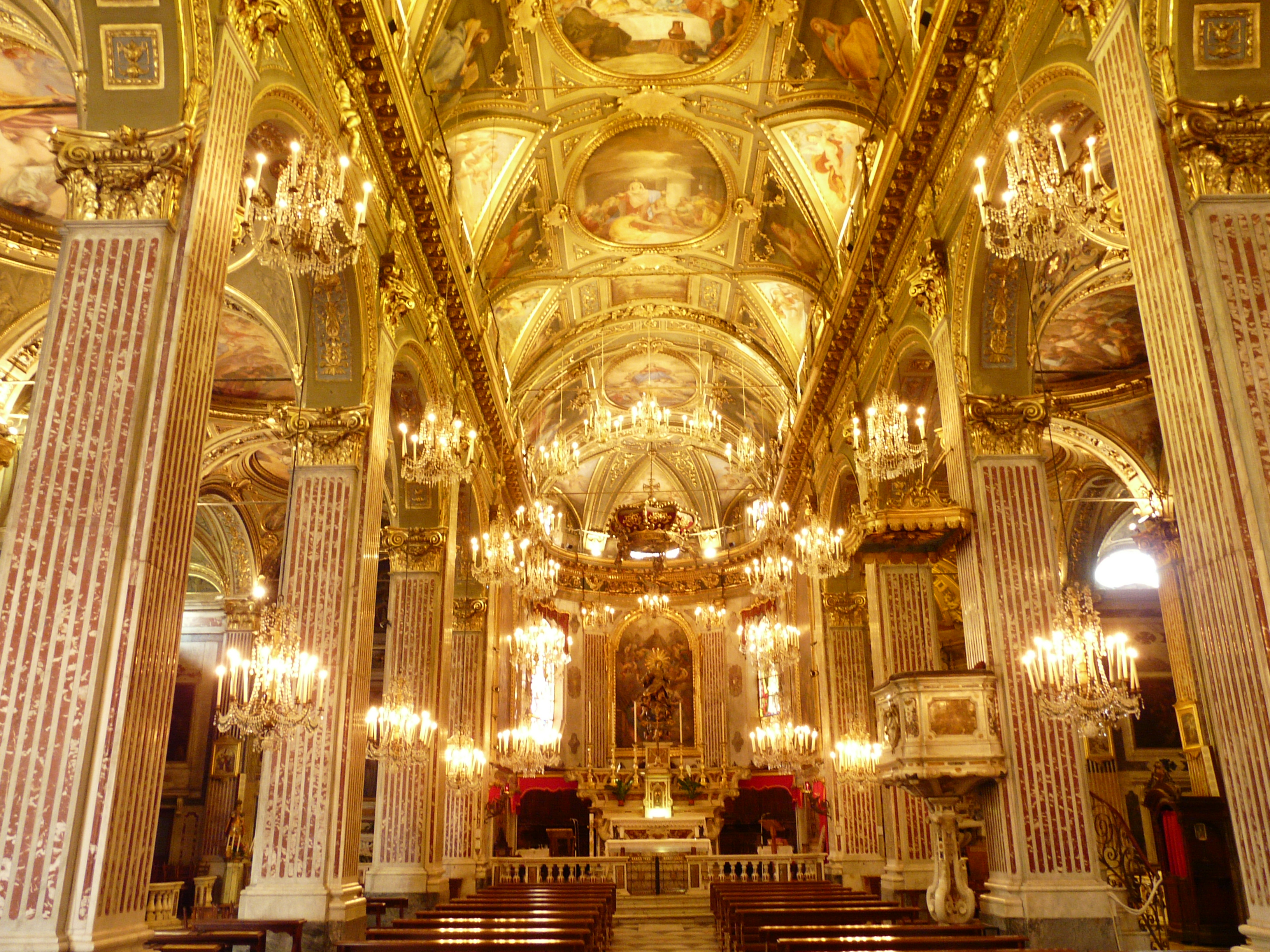
La navata centrale

La chiesa parrocchiale fu costruita, secondo fonti storiche locali, nel XII secolo su uno scoglio-isola nelle immediate vicinanze del porticciolo del borgo marinaro.
La struttura ha subito nel corso degli anni diversi interventi ed ampliamenti, specie nel XVI secolo e nei primi decenni del XIX secolo, modificandone in parte l'originaria struttura religiosa.
Nel 1970 nelle tre nicchie della facciata rivolta verso la piazza principale sono state poste le statue raffiguranti i santi Prospero, Fortunato e la Madonna del Boschetto.
L'edificio fu consacrato nel 1826 dall'arcivescovo di Genova monsignor Luigi Lambruschini e ancora nel 1847 da monsignor Placido Maria Tadini.
Nel novembre del 1988 papa Giovanni Paolo II l'ha elevata alla dignità di basilica minore.

## Descrizione

### Gli interni
L'interno della struttura religiosa è costituito da tre navate - in stile architettonico barocco - ed è interamente rivestita da pregiati stucchi in oro, marmi policromi così come il battistero e lampadari di cristallo. Nella volta sono conservati alcuni affreschi di fine Ottocento ad opera dei pittori Nicolò Barabino e Francesco Semino. L'altare maggiore, con l'Assunta , statua lignea barocca di Francesco Maria Schiaffino, fu realizzato dallo scultore Andrea Casareggio, mentre il coro ligneo è risalente al Settecento. Nei locali della sagrestia si trova una Deposizione del pittore Luca Cambiaso.

### Le cappelle
Le cappelle della navata destra sono dedicate:

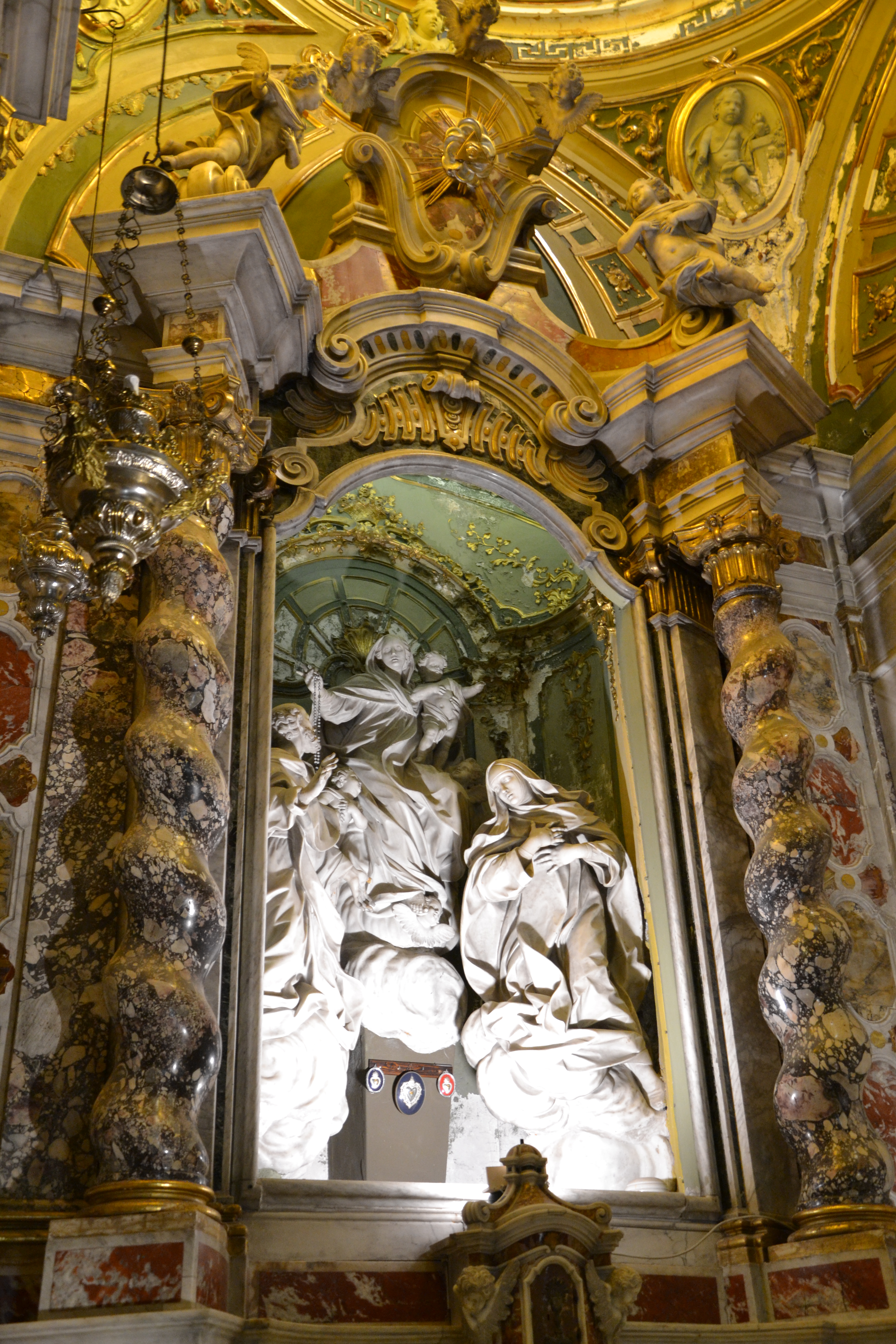
Madonna del Rosario con san Domenico e santa Caterina, dello scultore camogliese tardobarocco Francesco Maria Schiaffino

- alla Madonna del Rosario, sul fondo della navata, con il gruppo statuario della Madonna del Rosario con san Domenico e santa Caterina, dello scultore camogliese tardobarocco Francesco Maria Schiaffino;
- alle anime del Purgatorio con il quadro di Gerolamo Schiaffino raffigurante la Madonna col Bambino e Anime Purganti;
- a san Prospero conservando nell'altare marmoreo del 1788 il prezioso reliquario del XVI secolo, e le Virtù teologali di Francesco Ravaschio;
- al Sacro Cuore di Gesù ove è presente una statua dell'Ottocento ad opera di Ferdinando Palla, a san Gaetano con la scultura lignea della Vergine col Bambino.

Le cappelle della navata sinistra sono invece dedicate:
- al Crocifisso con pregiati affreschi del XVII secolo e una pala del tardo Cinquecento di Bernardo Castello raffigurante il Crocifisso con i santi Prospero e Caterina d'Alessandria;
- a san Giovanni Battista con altare in marmo e conservando una pala del XVII secolo di Domenico Fiasella raffigurante la Vergine col Bambino, santa Caterina e san Giovanni Battista;
- a san Pietro e san Fortunato con le reliquie del santo, la pala d'altare di Bernardo Castello raffigurante la scena della celebre Pesca miracolosa, statue dei santi Pietro e Paolo opera di Francesco Schiaffino;
- a san Giuseppe con un'opera di Giuseppe Palmieri;
- a sant'Erasmo e a Nostra Signora del Boschetto custodendo il quadro con Sant'Erasmo, santa Chiara e san Nicola, opera seicentesca di Giuseppe Badaracco;
- a sant'Antonio di Padova con statua del XX secolo di Guido Galletti.